# Stigmella nakamurai
Stigmella nakamurai là một loài bướm đêm thuộc họ Nepticulidae. Nó là loài duy nhất được tìm thấy ở Hokkaido in Nhật Bản.
Con trưởng thành bay vào tháng 8. Có thể có một lứa một năm.
Ấu trùng ăn Ulmus davidiana var. japonica. Chúng ăn lá nơi chúng làm tổ. 